# Anne Gebel
Anna Gebel, auch Änne Gebel, (* 2. August 1919 in Bockum-Hövel; † 14. Januar 2004) war eine deutsche Politikerin (SPD) und Mitglied der Bremischen Bürgerschaft.

## Biografie
Gebel war als ehrenamtliche Leiterin der Altena-Altentagesstätte in Bremen-Rönnebeck von 1965 bis 1976 tätig.
Gebel wurde Mitglied der SPD und war im Ortsverein in Bremen-Rönnebeck aktiv. Von 1971 bis 1975 war sie Mitglied der 8. Bremischen Bürgerschaft und dort Mitglied verschiedener Deputationen. Sie war später in einem Schützenverein und bei der Arbeiterwohlfahrt in Neuenkirchen aktiv.